# Francisco Mejía Escalada
Francisco Mejía Escalada (Morelia, Michoacán; 9 de marzo de 1822 - Ciudad de México, 15 de agosto de 1901) fue un político mexicano que se desempeñó como secretario de Hacienda durante la parte final del gobierno de Benito Juárez y todo el periodo de Sebastián Lerdo de Tejada.

## Biografía

### Primeros años
Nació en la ciudad de Morelia, Michoacán, siendo trasladado a la Ciudad de México en 1825, lugar dónde curso sus primeros estudios, en el año de 1836 su padre fue nombrado administrador de la aduana de la ciudad de Fresnillo, Zacatecas, por lo que toda la familia se mudó a aquella ciudad. Inició a trabajar en la aduana de esa ciudad como escribiente, sin embargo en 1840 retornó a la capital del país para estudiar "farmacia", ya que era el deseo de su padre. En 1842 decidió que no ejercería más su profesión y entró a trabajar a la dirección general de rentas, nuevamente como escribano, sin embargo al poco tiempo le fue encomendada la tarea directamente por el ministro, de realizar la cuenta nacional de 1841-1842, siendo su primer tarea de relevancia en el servicio público. En 1847 se enroló en el Ejército Mexicano a fin de participar en la defensa del país ante la Intervención estadounidense en México. 

### Carrera política
En 1855 durante el gobierno del presidente Antonio López de Santa Anna, fue nombrado administrador de la aduana de Mazatlán, cargo que tuvo que abandonar meses más tarde al verse involucrado en casos de contrabando. En 1861, tras la Guerra de Reforma fue nombrado jefe de la oficina especial para desamortizar los bienes de la Iglesia. En 1867, tras haber sido administrador de hacienda de los estados de Coahuila y Nuevo León se incorporó al ejército de oriente, comandado por Porfirio Díaz quien más tarde lo recomendó para ser Diputado Federal por el Estado de Tabasco, siendo nombrado también presidente de la comisión de hacienda.

#### Secretario de Hacienda
El 8 de junio de 1872 fue nombrado por el presidente Benito Juárez como ministro de Hacienda, cuando este murió fue ratificado en el cargo por el nuevo presidente Sebastián Lerdo de Tejada hasta que en 1876 fue separado de su cargo y acusado de malos manejos del erario público, siendo sometido a juicio en el que finalmente fue absuelto de los cargos en su contra. En 1855 fue nuevamente diputado federal. Su paso por el Ministerio de Hacienda dejó a este en la ruina, prácticamente sin fondos públicos.
Murió en la Ciudad de México el 15 de agosto de 1901.

## Frase célebre
La frase "Mucha política, poca administración" que erróneamente ha sido atribuida a Porfirio Díaz, fue dicha por Francisco Mejía Escalada durante el juicio que se siguió en su contra.